# Eunice ibarzabalae
Eunice ibarzabalae är en ringmaskart som beskrevs av Carrera-Parra och Salazar-Vallejo 1998. Eunice ibarzabalae ingår i släktet Eunice och familjen Eunicidae. Inga underarter finns listade i Catalogue of Life.